# Evropski komisar za notranji trg
Evropski komisar za notranji trg (včasih tudi: evropski komisar za skupni trg) je član Evropske komisije, pristojen za področje pretoka ljudi, blaga, storitev in denarja znotraj Evropske unije.

## Seznam komisarjev
| #   | Ime                                                | Država              | Mandat      | Predsednik komisije  |
| --- | -------------------------------------------------- | ------------------- | ----------- | -------------------- |
| 1   | Piero Malvestiti                                   | Italija             | 1958–1959   |                      |
| 2.  | Giuseppe Caron                                     | Italija             | 1959–1963   |                      |
| 3.  | Guido Colonna di Paliano                           | Italija             | 1964–1967   |                      |
| 4.  | Hans von der Groeben Stranka evropskih socialistov | Zahodna Nemčija     | 1967–1970   |                      |
| 5.  | Wilhelm Haferkamp Evropska ljudska stranka         | Zahodna Nemčija     | 1970–1973   |                      |
| 6.  | Finn Olav Gundelach Evropska ljudska stranka       | Danska              | 1973–1977   |                      |
| 7.  | Étienne Davignon                                   | Belgija             | 1977–1981   |                      |
| 8.  | Karl-Heinz Narjes Stranka evropskih socialistov    | Zahodna Nemčija     | 1981–1985   | Gaston Thorn         |
| 9.  | Lord Cockfield neodvisen                           | Združeno kraljestvo | 1985–1989   | Jacques Delors       |
| 10. | Martin Bangemann                                   | Nemčija             | 1989–1994   | Jacques Delors       |
| 11. | Raniero Vanni d'Archirafi                          | Italija             | 1992–1994   | Jacques Delors       |
| 12, | Mario Monti                                        | Italija             | 1994–1999   | Jacques Santer       |
| 13. | Frits Bolkestein                                   | Nizozemska          | 1999–2004   | Romano Prodi         |
| 14. | Charlie McCreevy                                   | Irska               | 2004–2010   | Mannuel Barroso      |
| 15. | Michel Barnier                                     | Francija            | 2010–2014   | Mannuel Barroso      |
| 16. | Elżbieta Bieńkowska                                | Poljska             | 2014-2019   | Jean Claude Juncker  |
| 17. | Thierry Breton ALDE                                | Francija            | 2019 - 2024 | Ursula von der Leyen |